# 札幌市立平岡中央中学校
札幌市立平岡中央中学校（さっぽろしりつひらおかちゅうおうちゅうがっこう）とは、北海道札幌市清田区にある公立中学校。

## 沿革
- 1991年4月1日 - 仮称「平岡中央中学校」開設。
- 1991年5月1日 - 校名を「札幌市立平岡中央中学校」と決定、公示。
- 1992年3月26日 - 開校式、開校祝賀会。
- 2007年 - 格技場増設。

## 主な行事
- 4月 - 始業式、着任式、入学式
- 5月 - 校外学習（1年）、修学旅行（3年）
- 6月 - 宿泊学習（2年）
- 9月 - 学校祭
- 10月-合唱祭
- 11月 - 開校記念日（1日）
- 3月 - 修了式、離任式

## 部活動
野球部は2006年・2007年の2年連続の全道大会進出を果たし、2023年には全道大会、そして全国大会にも進出した。2009年は全市大会に出場。2007年にサッカー部は8人制全道大会に出場している。2013年には、設置外部活動の水泳部が全国大会で100m背泳ぎ・200m背泳ぎで優勝している。
- 野球部
- サッカー部
- ソフトテニス部
- バスケットボール部
- バレーボール部（女子のみ）
- バドミントン部
- 吹奏楽部
- 美術部
- （旧）卓球部

設置外部活動
- 水泳部
- 陸上競技部

## 所在地
- 〒004-0875 札幌市清田区平岡5条4丁目7番1号

## 校歌・校木

### 校歌
- 作詞：奥良幸（初代校長）
- 作曲：駒ヶ嶺大三（北海道教育大学名誉教授、音楽教育学）

### 校木
- 梅 - 当校のすぐ近くにある平岡公園の梅林は北海道有数の梅の名所である。

## 著名出身者
- ンダウ・ターラ - サッカー選手